# Renato Favero
Renato Favero, né le 27 février 2005, est un coureur cycliste italien. Il est membre de l'équipe Soudal Quick-Step Devo.

## Biographie
Renato Favero est formé dans un club de Bassano del Grappa. En 2021, il devient champion d'Italie du contre-la-montre chez les moins de 17 ans. Il poursuit ensuite sa progression avec une structure basée à Ormelle. Dans le même temps, il connait ses premières sélections en équipe nationale. Sous les couleurs de la délégation italienne, il est sacré champion du monde et champion d'Europe junior de poursuite par équipes à deux reprises. Sur route, il obtient quelques victoires et diverses places d'honneur. Il se classe notamment deuxième d'une étape individuelle de l'Eroica Juniores en 2023, dans le calendrier de la Coupe des Nations Juniors. 
Après avoir été repéré sur l'Eroica Juniores, il intègre la réserve de l'équipe Soudal Quick-Step en 2024. Toujours actif sur piste, il est sacré champion d'Europe espoir de poursuite par équipes, aux côtés de Luca Giaimi, Manlio Moro, Niccolò Galli et Samuel Quaranta. Il représente également l'Italie dans cette discipline aux championnats du monde. En 2025, il termine quatrième de la poursuite individuelle aux championnats d'Europe élites. 

## Palmarès sur piste

### Championnats du monde
| Édition / Épreuve       | Poursuite par équipes |
| Tel Aviv 2022 (juniors) | Or                    |
| Cali 2023 (juniors)     | Or                    |

### Championnats d'Europe
| Édition / Épreuve      | Poursuite individuelle | Poursuite par équipes |
| Anadia 2022 (juniors)  |                        | Or                    |
| Anadia 2023 (juniors)  |                        | Or                    |
| Cottbus 2024 (espoirs) |                        | Or                    |
| Anadia 2025 (espoirs)  | Argent                 | Bronze                |

### Championnats nationaux
- 2022
  -  Champion d'Italie de poursuite par équipes juniors
- 2023
  - 2e du championnat d'Italie de poursuite par équipes juniors

## Palmarès sur route
| - 2018 - Trofeo Mario Maschetto - Trofeo Sici - 2019 - Gran Premio Tecnostampi - Gran Premio Leiballi Cozzuol - Gran Premio Città di Cimadolmo - Mémorial Silvano Bortoletto - Coppa Osteria Dalla Zita - 2020 - CiclismoWeb Crono Challenge-Berti Group - Crono Città di Piazzola Sul Brenta - 2021 - Champion d'Italie du contre-la-montre U17 - Coppa La Folinese - Trofeo Gian Carlo Ceruti - Resceto Cup (contre-la-montre) - Gran Premio Scuderia Rossa (contre-la-montre) - Mémorial Gino Menegazzo | - 2022 - Champion d'Italie du contre-la-montre par équipes juniors - Trofeo Bianco Verde - Gran Premio Team del Capitano - 2e du Gran Premio Bermac Gara - 2e du Crono della Food Valley - 2023 - 1rea étape de l'Eroica Juniores (contre-la-montre par équipes) - Gran Premio Eccellenze Valli del Soligo (contre-la-montre par équipes) - 2e du Trofeo Comune di Camaiore - 3e du Challenge Nazionale Giancarlo Otelli - 3e du Giro della Vallata Feltrina |  |